# Ed La Menthe
Ed La Menthe (grafie alternative: LaMenthe, Lamothe, LaMothe, LaMotte, Lemott; New Orleans, 3 febbraio 1857 – 2 ottobre 1901) è stato un musicista e compositore statunitense, noto per alcune composizioni e per essere il presunto padre di Jelly Roll Morton.
Molti particolari della sua vita privata sono incerti. La data di nascita è compresa tra la fine del 1852 e il 1857.
Creolo di colore di origine francese, nacque a New Orleans con il nome di "Edgard Jehoshaphat LaMothe", per poi cambiare cognome in "La Menthe".
Iniziò a suonare il violino molto presto ed entrò a far parte di un quartetto di archi che si esibiva nei locali di New Orleans. Il suo complesso raggiunse la notorietà sul finire degli anni settanta del 1800 con alcuni brani scritti anche dallo stesso Ed. Negli anni ottanta  ebbe con Louise Monette il figlio Ferdinand "Jelly Roll", il quale crebbe però con dei patrigni. In seguito si sposò con Sophie Rett, da cui ebbe una figlia morta in fasce. Morì a New Orleans nel 1901. 